# Empedoklej
‎
Empédoklej ali Empédokles (starogrško Ἐμπεδοκλῆς, latinizirano: Empedoklés), starogrški filozof, * 495 pr. n. št., Akragas, danes Agrigent (Akragant), Sicilija, † 423 pr. n. št., Etna. 
Znana je njegova teorija štirih elementov, po kateri je svet sestavljen iz vode, zraka, ognja in zemlje, med njimi pa posredujeta še Ljubezen (Eros) in Spor (Neikos), ki sta vzrok raznolikosti sveta in harmonije v njem. Pripisujejo mu filozofski pesnitvi O naravi (Peri physeos) in Očiščenje (Katarmoi).

## Življenje
Empedoklej se je rodil v mestu Akragas na Siciliji, bil je Anaksagorov sodobnik. Bil je odličen retorik (slavil ga je tudi Aristotel) in pesnik, ter bil je zelo spoštovan. Bil je znanstvenik predirljivega duha, goreč iskalec resnice, po drugi strani pa mistično navdahnjen zanesenjak in prijatelj magij. Zagovarjal je teorijo preseljevanja duš in zase verjel, da ima preroške sposobnosti. Umaknil se je na Peloponez. Nihče ne ve kje, kdaj in kako je umrl, legende pa pravijo, da naj bi se Empedoklej vrgel v Etno zato, da bi ga meščani imeli za božanskega.
Empedokleja ni prepričalo nobeno počelo prejšnjih naravoslovcev, iz česa je sestavljen svet (po njegovem je bilo to preveč kompleksno). Sam pravi, da je svet sestavljen iz štirih elementov – korenine (rhizomata): vode, zraka, ognja in zemlje – ti elementi so večni in predmet neskončnega cikličnega spreminjanja (Za Empedokleja svet poteka v cikličnem gibanju), med njimi pa posredujeta Ljubezen (Eros) in Sovraštvo (Neikos). V delu cikla, kjer prevladuje ljubezen, elementi postopoma prehajajo v stvar. V drugem delu cikla, kjer prevladuje sovraštvo, pa so štirje kvalitativno različni elementi, ki izmenično vladajo. Nastajanja in minevanja po njegovem ni. Ljubezen združuje (razdvaja enakovrstne), sovraštvo razdvaja (združuje enakovrstne). Stvari nastanejo z mešanjem, preminejo pa z ločevanjem elementov; pri tem se elementi sami nikoli ne spreminjajo in ne nastajajo.
Učil je, da je grešnikova duša podvržena dolgotrajni spokorniški selitvi iz telesa v telo (metempsihoza). Kdor se hoče izogniti takšni kazni, se mora očistiti in predvsem ne jesti mesa, kajti v ubitih živalih bi lahko bila ravno kakšna duša na spokorniškem popotovanju.
- O naravi (Peri physeos)
- Očiščenja (Katharmoi)